# شعب الدخن (حزم العدين)

تعديل مصدري - تعديل

شعب الدخن محلة تابعة لقرية رجامة، التابعة لعزلة جبل حريم بمديرية حزم العدين إحدى مديريات محافظة إب في الجمهورية اليمنية، بلغ تعداد سكانها 30 حسب تعداد اليمن لعام 2004.